# 中央铁路

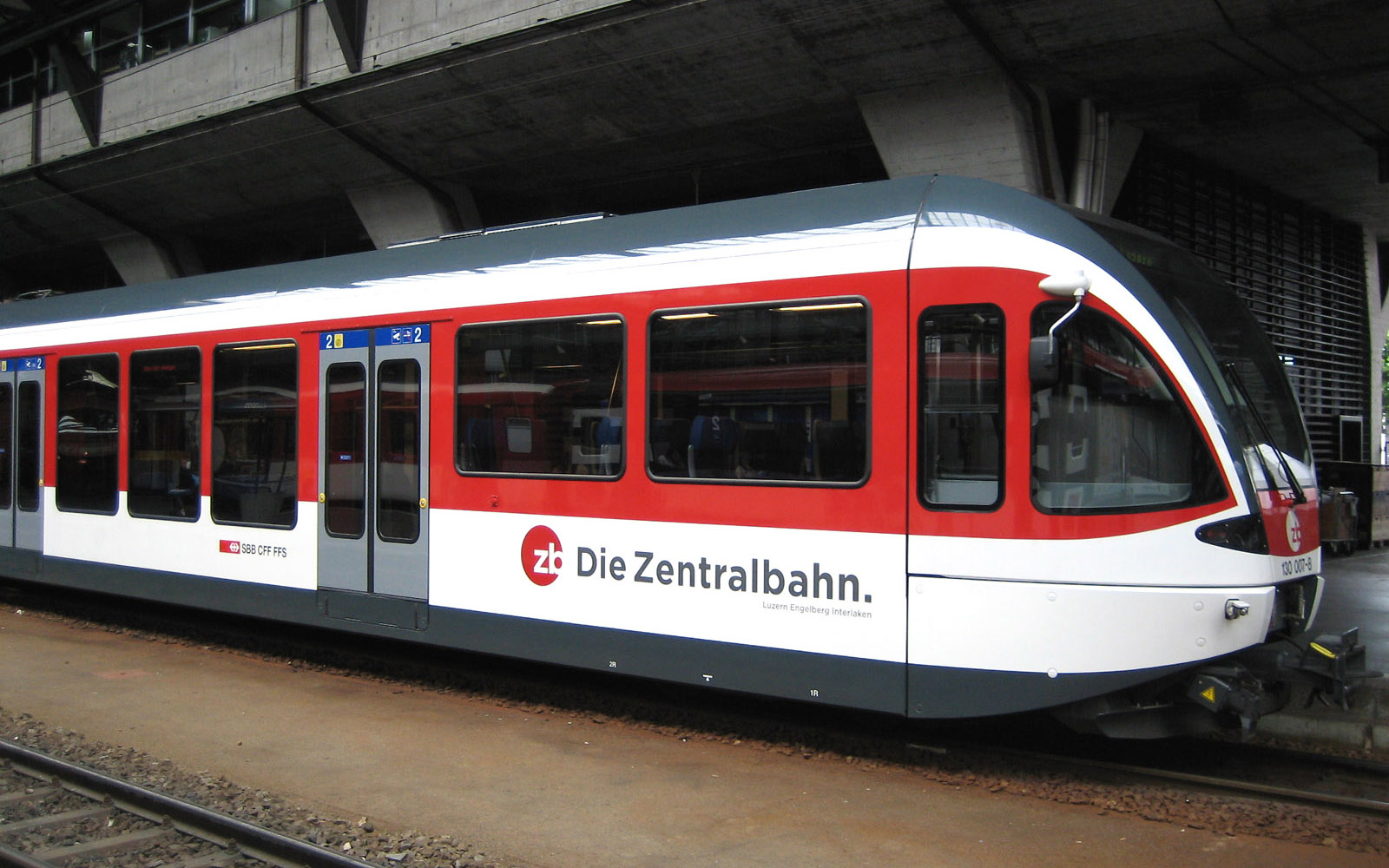
一節Stadler鐵路車輛公司的中央鐵路列車SPATZ，運行於中央鐵路的S-Bahn和地區路線，上面有公司標誌。

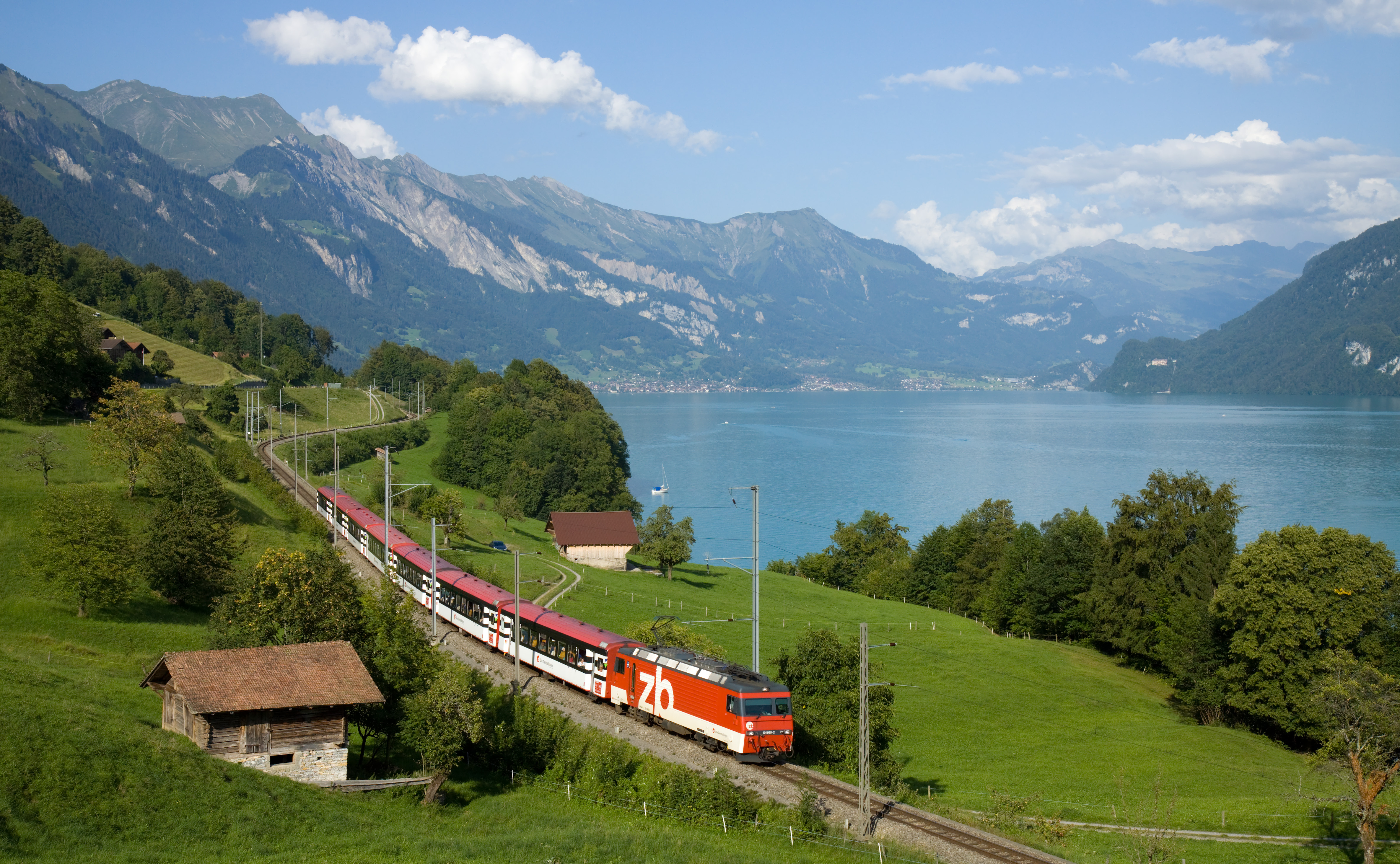
中央鐵路區際列車於下里德沿著布里恩茨湖運行。

中央鐵路（Zentralbahn）是一家在中瑞士大区和伯恩高地擁有兩條窄軌鐵路的鐵路公司，前身為琉森-施坦斯-恩格爾鐵路公司。公司設立於2005年1月1日，同時獲得本身原有經營的琉森-施坦斯-恩格爾貝格線和瑞士聯邦鐵路的布吕尼格线。公司總部設立於斯坦斯塔德。
中央鐵路擁有74公里長的布吕尼希線，來往琉森和因特拉肯之間，橫越過布吕尼希山口。以及25公里長的琉森-施坦斯-恩格爾貝格線，從黑吉斯維爾經過琉森到達恩格爾貝格。兩條鐵路都使用米軌，也都運用齒軌鐵路技術來爬行最陡的坡度。